# Taglio oro libro
Il taglio oro libro è una particolare tecnica di applicazione su carta, a freddo, di oro vero, sotto forma di foglia in laminazione chiamata foglia oro (solitamente in oro zecchino da 22kr o fino a 23kr3/4). Si utilizza anche 1/4 di argento per legare il metallo.

## Procedimento di lavorazione

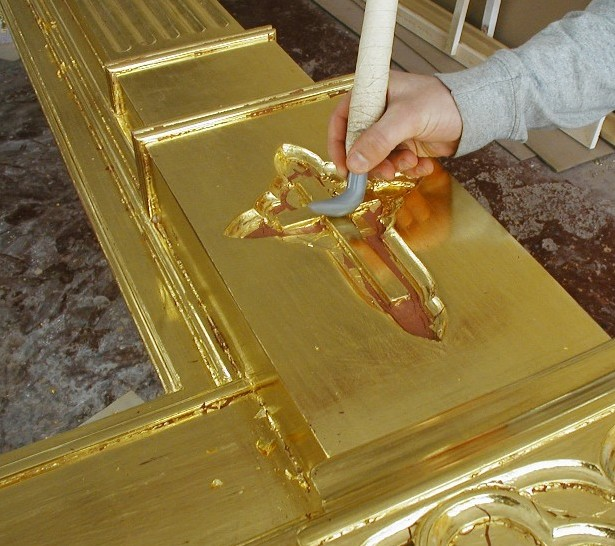
Una fase del processo di applicazione della foglia oro: la lucidatura con un utensile di agata.

La pepita viene  martellata a mano, da un battiloro esperto (in Italia è famosa la Giusto Manetti Battiloro), sino a divenire una sottilissima foglia oro di pochi micron, quasi impalpabile al tatto. La foglia è applicata sulla parte del taglio, bordo o spessore di grammatura sulle pagine di libri (precedentemente preparate con colle animali).
La foglia viene lucidata con pietra agata, per migliorarne l'aspetto e per preservarne la conservazione nel tempo, evitando la penetrazione della polvere.
Questa tecnica viene utilizzata maggiormente per pubblicazioni religiose, volumi prestigiosi o per carte o documenti speciali.

## Certificato di garanzia
Il taglio oro genuino deve essere sempre seguito da certificato di garanzia del produttore della foglia oro, che ne specifichi il grado di purezza espresso in carati e la qualità della foglia.
Deve inoltre essere specificato se la foglia è stata trattata chimicamente (con l'applicazione di lacche o spray trasparenti): in questo caso, con un po' di umidità, l'oro tenderà ad assumere una patina verdastra, a seguito di processi di ossidazione.
Il taglio oro, o taglio dorato, se non accompagnato da garanzia in originale, viene considerato semplicemente labbratura, visto che ormai nel 99,9% dei casi si tratta di imitazione di foglia oro o argento eseguita a trasferimento termico (stampa a caldo) da tipografi, stampatori o produttori nel campo delle arti grafiche.
Per confrontare se è un processo di laminazione e senza rovinare il prodotto con acidi, basta usare un multimetro per visionare se c'è conducibilità della corrente, in caso contrario non è una laminatura.